# Arzbach (Isar)
Der Arzbach ist ein linker Zufluss der Isar im oberbayerischen Landkreis Bad Tölz-Wolfratshausen.

## Name
Der Name leitet sich vom althochdeutschen Wort aruz für 'Erz' ab.

## Geographie

### Verlauf
Der Arzbach entspringt auf wenig über 1380 m ü. NHN nordöstlich der Benediktenwand nahe der Probstalm am Rande des Gemeindegebietes von Lenggries. Er fließt anfangs etwa nordöstlich und durch das Längental an der Längentalalm vorbei. Auf etwa 780 m ü. NHN nimmt er von Westen her den Lettenbach auf. Nach etwa zwei Dritteln seines Laufes erreicht er auf rund 730 m ü. NHN aus den Alpen-Vorbergen heraus den flachen und nun offenen Westhang des weiten Isartales mit den ersten bäuerlichen Hofstellen unweit des Baches. Ab dort zieht er recht lange in einem breiten Schotterbett ostnordöstlich, anfangs noch von Galeriewaldstreifen gesäumt. Auf seinem letzten halben Kilometer zwischen dem am linken Ufer liegenden Wackersberger Kirchdorf Arzbach und Siedlungsteilen des Lenggrieser Kirchdorfs Schlegldorf zieht er dann östlich. Er mündet nahe am Arzbacher Auensportplatz auf etwa 670 m ü. NHN zuallerletzt im Gemeindegebiet von Gaißach von links in die Isar.
Die Gemeindegrenze zwischen Wackersberg links und Lenggries rechts folgt dem Arzbach auf dem größten Teil seines Laufes. Er mündet in einem nur kleinen Zipfel Gaißacher Gemeindegebietes diesseits der Isar.

### Zuflüsse
Von der Quelle zur Mündung. Auswahl.
- Branntweingraben, von rechts nach der Längentalalm
- Bleigraben, von links
- Tiefengraben, von rechts
- Klammgraben, von links
- Lettenbach, von links
- Kaltengraben, von links
- Pitzengraben, von rechts
- Ratzenbachgraben, von links
- Fellangergraben, von rechts

Alle diese Zuflüsse erreichen den Arzbach im Bereich der Alpen-Vorberge. In der offenen Flur des westlichen Isartals liegt ein etwa 6 ha großer Baggersee eines aktiven Kiesabbaus etwa einen Viertelskilometer rechts vom Lauf.

## Galerie

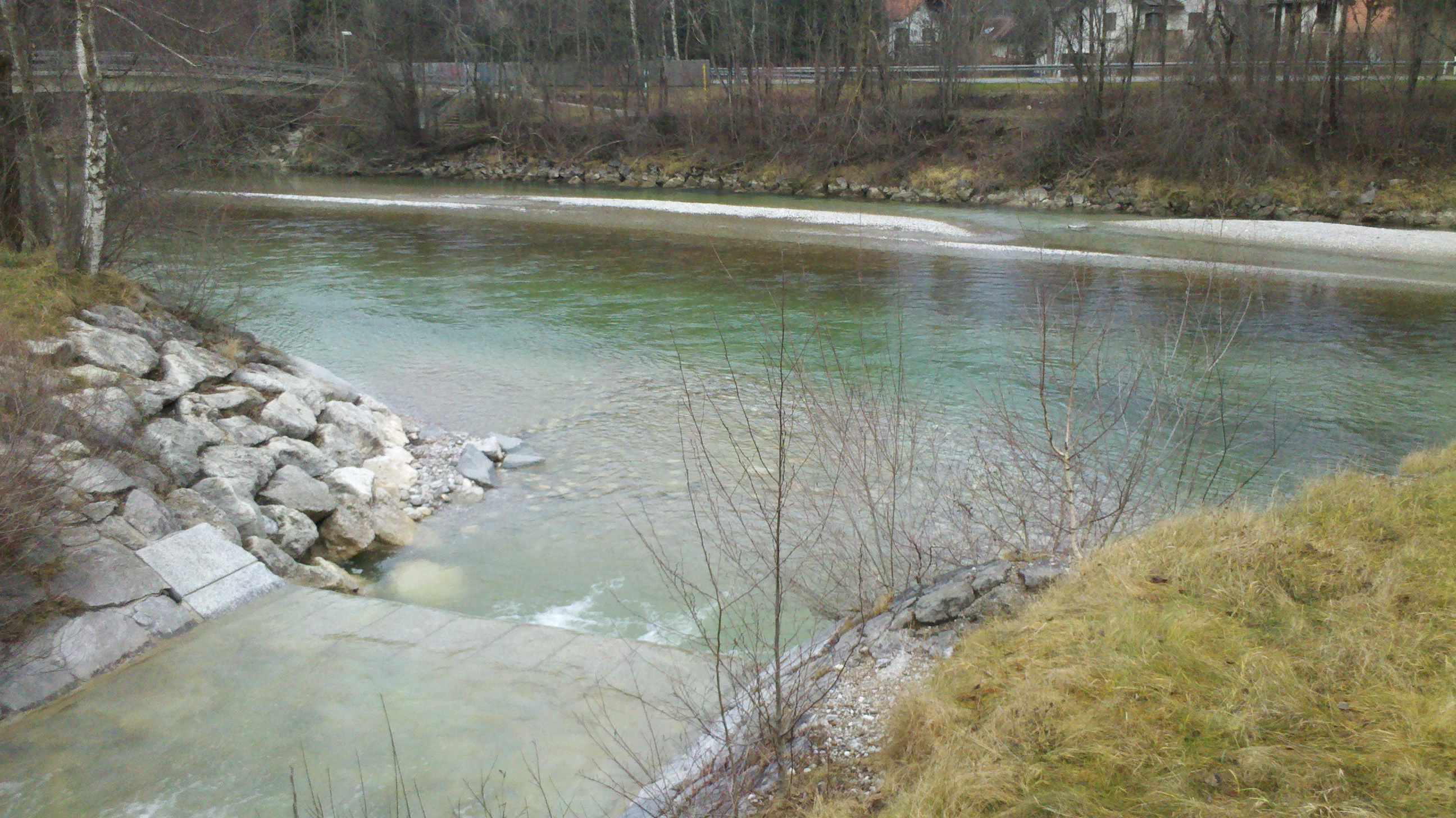
Mündung des Arzbach in die Isar
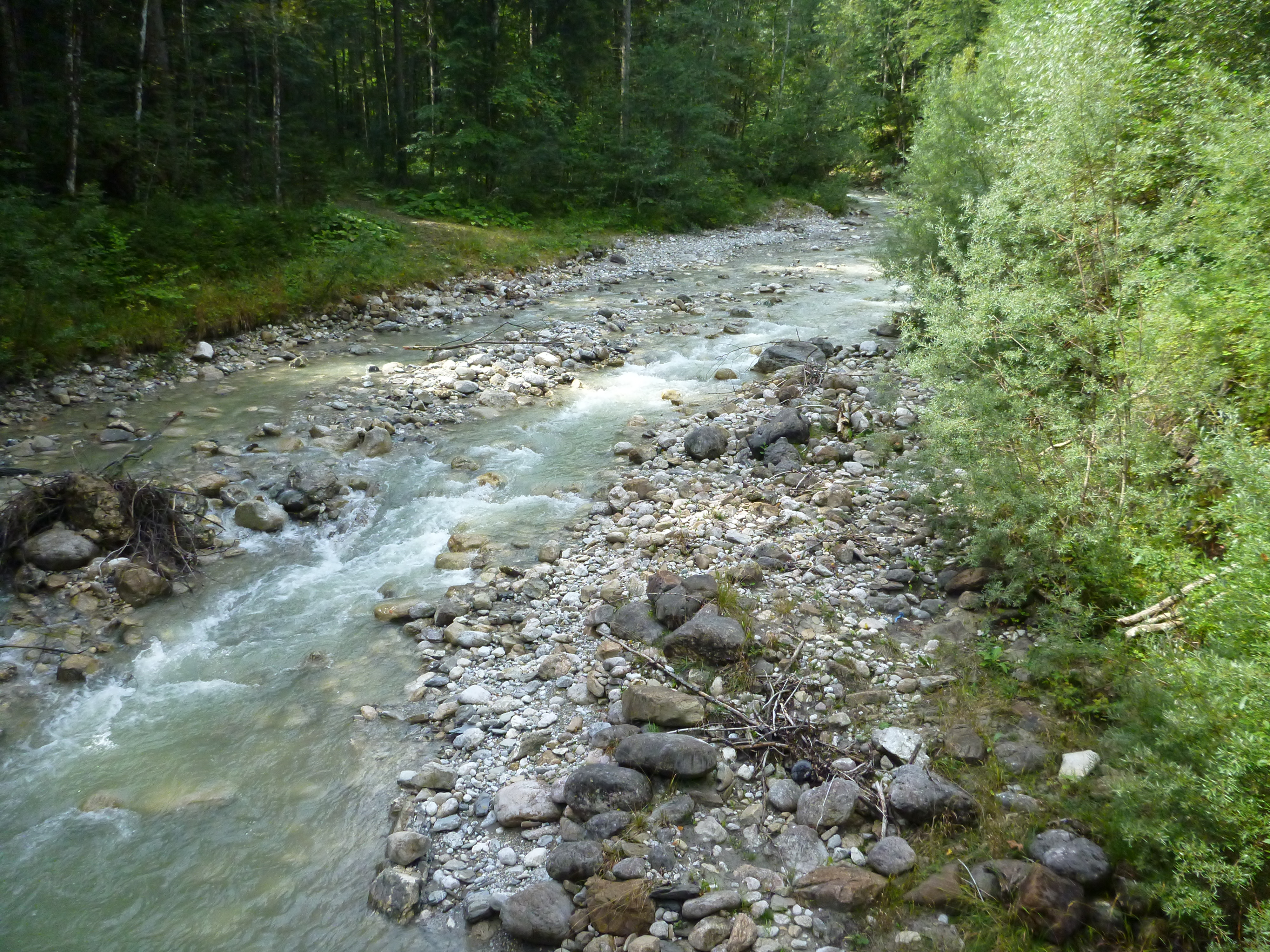
Der Arzbach
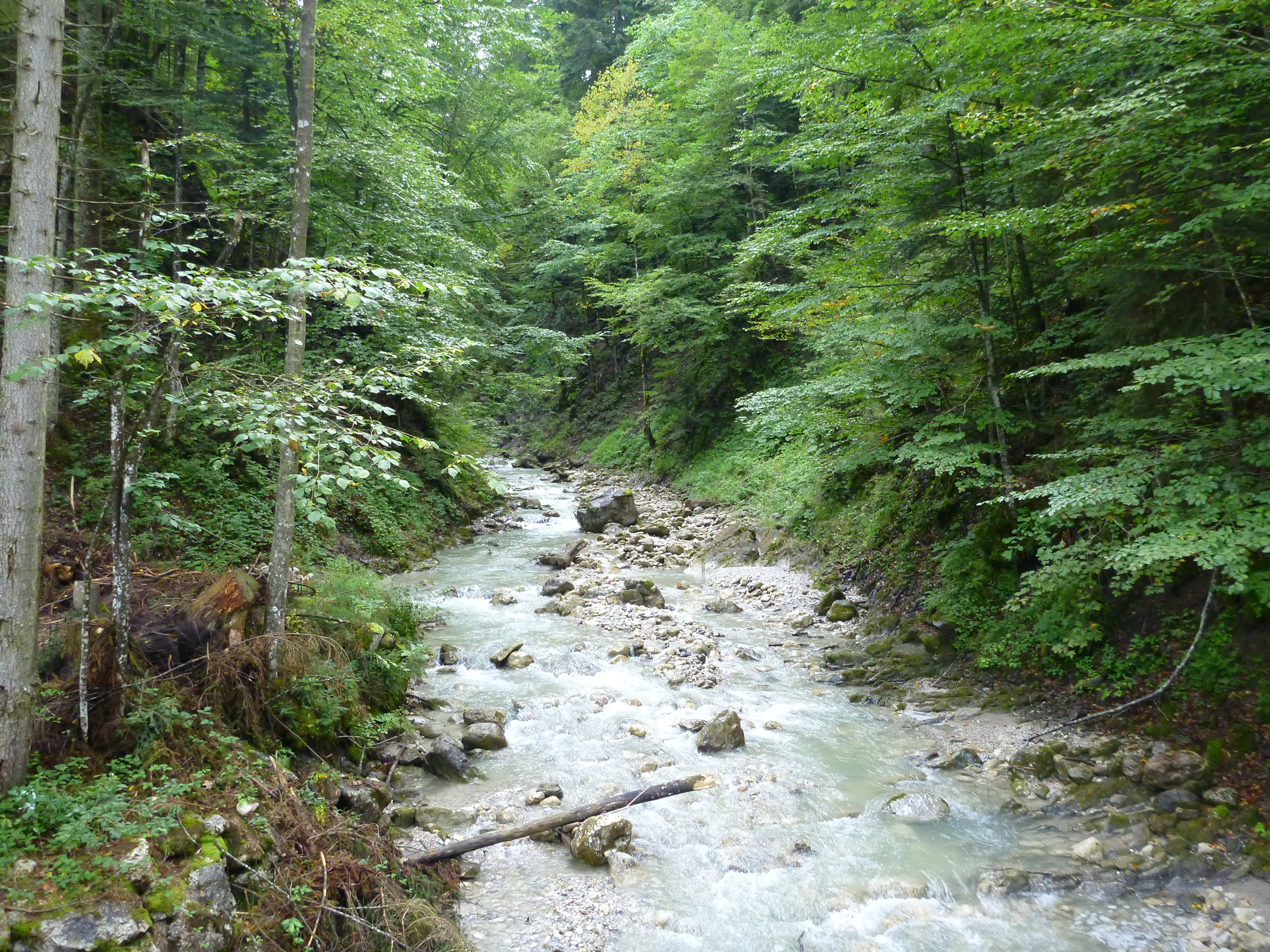
Der Arzbach
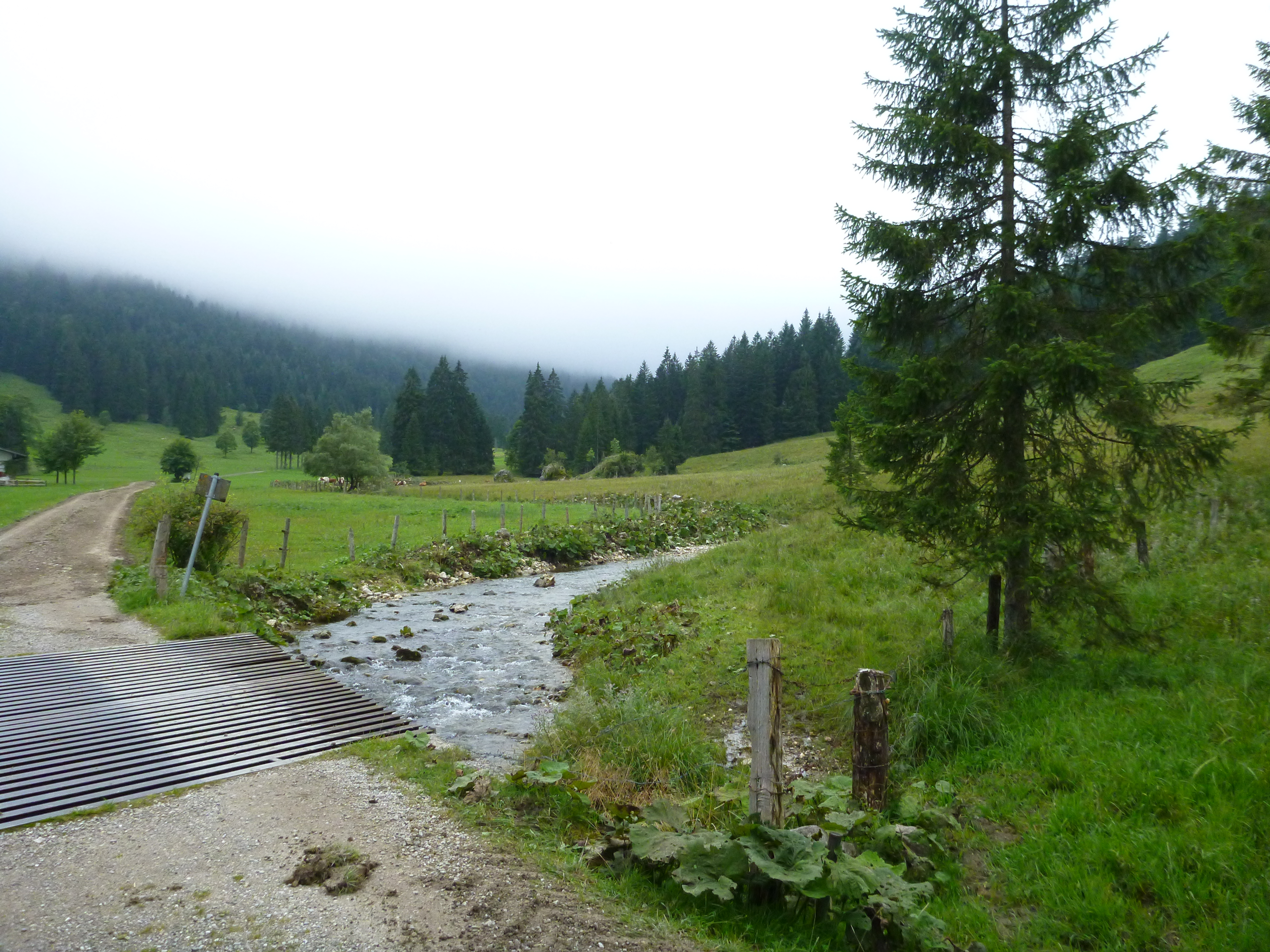
Der Arzbach im Längental